# فرودگاه وادی حلفا
فرودگاه وادی حلفا یک فرودگاه در سودان است که در شمالیه واقع شده‌است.